# サーラット・ユーイェン
サーラット・ユーイェン（英: Sarach Yooyen、タイ語: สารัช อยู่เย็น、1992年5月30日 - ）は、タイ王国・ナコーンラーチャシーマー県出身のプロサッカー選手。タイ王国代表。ポジションはミッドフィールダー。

## 経歴

### クラブ
ムアントン・ユナイテッドFCのユース出身。2011年にトップチームに昇格した。2020年にBGパトゥム・ユナイテッドFCに移籍。
2024年、レノファ山口FCに期限付き移籍で加入

### 代表
2011年の東南アジア競技大会及び2014年のアジア競技大会に出場したU-23タイ代表に招集。2015年の東南アジア競技大会ではキャプテンも務めた。
2013年11月にAFCアジアカップ2015予選グループB・クウェート戦でタイ代表に招集され先発出場。以後、代表に定着している。

## 個人成績
| 国内大会個人成績 | 国内大会個人成績 | 国内大会個人成績 | 国内大会個人成績 | 国内大会個人成績 | 国内大会個人成績 | 国内大会個人成績 | 国内大会個人成績 | 国内大会個人成績 | 国内大会個人成績 | 国内大会個人成績 | 国内大会個人成績 |
| 年度             | クラブ           | 背番号           | リーグ           | リーグ戦         | リーグ戦         | リーグ杯         | リーグ杯         | オープン杯       | オープン杯       | 期間通算         | 期間通算         |
| 年度             | クラブ           | 背番号           | リーグ           | 出場             | 得点             | 出場             | 得点             | 出場             | 得点             | 出場             | 得点             |
| 日本             | 日本             | 日本             | 日本             | リーグ戦         | リーグ戦         | リーグ杯         | リーグ杯         | 天皇杯           | 天皇杯           | 期間通算         | 期間通算         |
| ---------------- | ---------------- | ---------------- | ---------------- | ---------------- | ---------------- | ---------------- | ---------------- | ---------------- | ---------------- | ---------------- | ---------------- |
| 2024             | 山口             | 4                | J2               |                  |                  |                  |                  |                  |                  |                  |                  |
| 通算             | 日本             | 日本             | J2               |                  |                  |                  |                  |                  |                  |                  |                  |
| 総通算           |                  |                  |                  |                  |                  |                  |                  |                  |                  |                  |                  |

## 代表歴

### 試合数
- 国際Aマッチ 75試合 6得点（2013年-）[3]

| タイ代表 | 国際Aマッチ | 国際Aマッチ |
| 年       | 出場        | 得点        |
| -------- | ----------- | ----------- |
| 2013     | 1           | 0           |
| 2014     | 10          | 0           |
| 2015     | 9           | 0           |
| 2016     | 15          | 0           |
| 2017     | 0           | 0           |
| 2018     | 1           | 0           |
| 2019     | 9           | 0           |
| 2020     | 0           | 0           |
| 2021     | 9           | 0           |
| 2022     | 10          | 4           |
| 2023     | 11          | 2           |
| 2024     |             |             |
| 通算     | 75          | 6           |

## タイトル

### クラブ
ムアントン・ユナイテッドFC
- タイ・プレミアリーグ：2回 (2012, 2016)
- タイ・リーグカップ：2回 (2016, 2017)
- メコンクラブチャンピオンシップ：1回 (2017)

BGパトゥム・ユナイテッドFC
- タイ・リーグ1：1回 (2020-21)
- タイチャンピオンズカップ: 2回 (2021, 2022)
- タイ・リーグカップ: 1回 (2023–24)

### 代表
U-19タイ王国代表
- AFF U-19ユース選手権（英語版）：1回 (2009)

U-23タイ王国代表
- 東南アジア競技大会：1回 (2015)
- BIDCカップ（マレー語版）：1回 (2013)

タイ代表
- 東南アジアサッカー選手権：3回 (2014, 2016, 2020)
- キングスカップ：1回 (2016)